# Georg von Liechtenstein

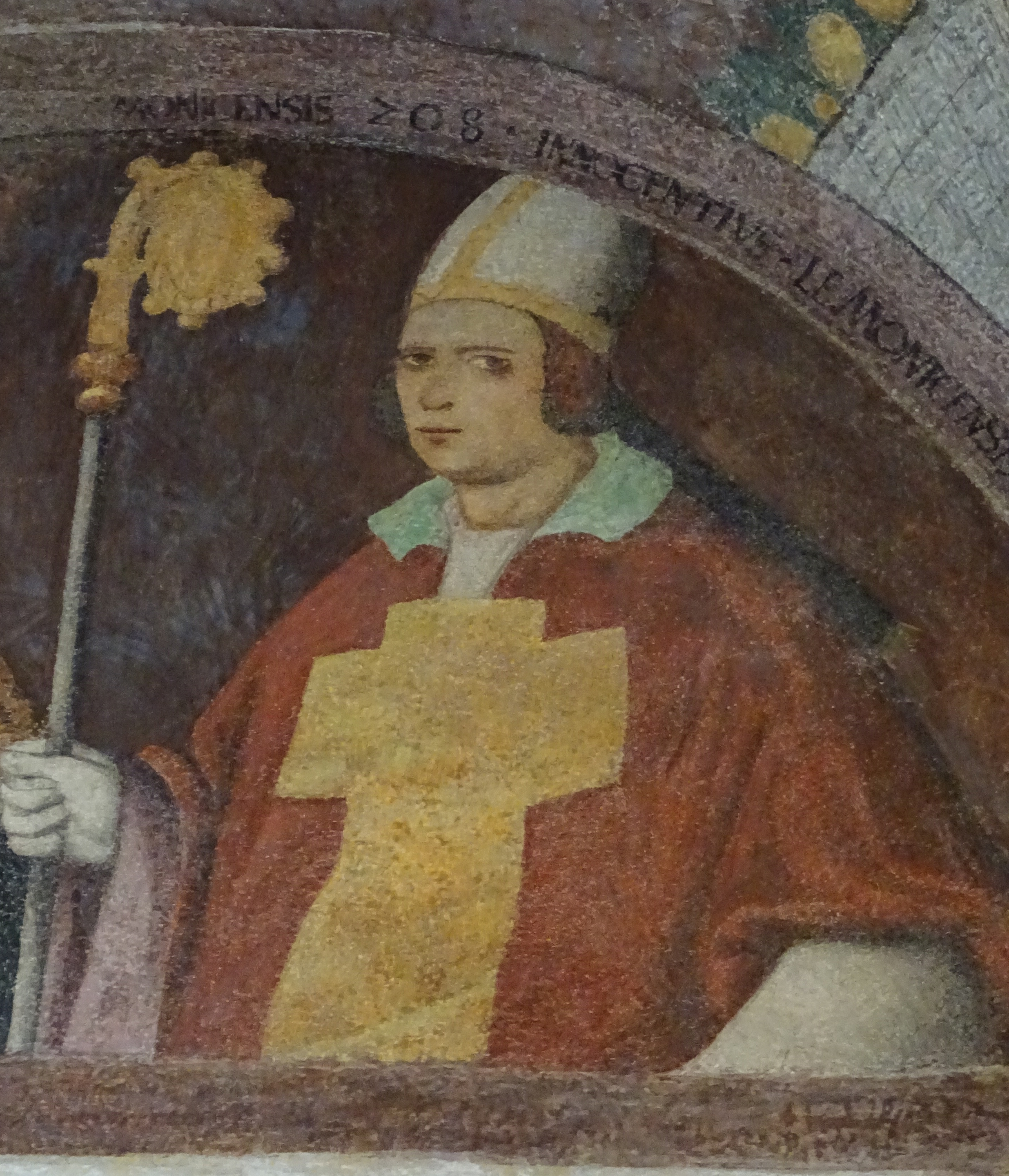
Georg von Liechtenstein in einem Fresko von Marcello Fogolino im Castello del Buonconsiglio, Trient

Georg (III.) von Liechtenstein (* um 1360; † 20. August 1419 auf Schloss Neuspaur bei Sporminore) war ein österreichischer Adeliger und von 1390 bis zu seinem Tode 1419 Bischof von Trient. Seine Regierungszeit als Fürstbischof war vom Konflikt mit Herzog Friedrich IV. geprägt.

## Leben

### Herkunft und erste Jahre
Georg von Liechtenstein war als Georg III. ein Abkömmling des Hauses Liechtenstein-Nikolsburg. In der Literatur wird er in der Regel als der Sohn von Hartneid III. von Liechtenstein angegeben. Bei Wurzbach erscheint er als Sohn Georgs II. von Liechtenstein. Sein Onkel Johann I. war mehrere Jahre lang Hofmeister von Herzog Albrecht III. von Österreich. Er war der einzige höherrangige Prälat der Familie Liechtenstein.
1377 schrieb Georg III. sich an der einige Jahre zuvor gegründeten Universität Wien ein, um Jura zu studieren. 1381 wurde er zum Dompropst von St. Stephan in Wien ernannt. Mit seiner Stellung war auch das Amt des Universitätskanzlers verbunden. Als solcher war er an der Neuausrichtung der jungen Wiener Universität zu Beginn des Abendländischen Schisma beteiligt. Dabei soll er nach Huter durch seinen streitsüchtigen Charakter aufgefallen sein. Mindestens seit 1389 war er zudem Domherr von Passau. Anfang 1390 war er in Rom an der Kurie von Papst Bonifatius IX. Seine Ernennung zum Apostolischen Protonotar fiel womöglich in diese Zeit.

### Bischof von Trient

#### Bischofswahl
Fast drei Wochen nach dem Tod von Bischof Albert von Ortenburg betraute das Domkapitel von Trient am 29. September 1390 Abt Bartolomeo da Bologna damit, einen Nachfolger für den vakanten Bischofsstuhl auszuwählen. Seine Wahl fiel auf den Dompropst von St. Stephan in Wien, Georg von Liechtenstein. Die Wahl fand die Zustimmung des Domkapitels, worauf ein Kanoniker auf den Weg geschickt wurde, um den Auserwählten von der Wahl zu benachrichtigen und seine Bestätigung einzuholen.
Die Wahl Liechtensteins wurde in der Vergangenheit rückblickend als der Versuch des Domkapitels gedeutet, nach der Unterzeichnung der Trienter Kompaktaten durch Bischof Ortenburg wieder mehr Eigenständigkeit gegenüber dem tirolerisch-österreichischen Landesfürsten zu erhalten. Dabei wurden allerdings die engen Beziehungen zwischen dem Liechtensteiner und dem Landesfürsten Herzog Albrecht III. außer Acht gelassen. Die Wahl kann deshalb als Huldigung gegenüber dem Habsburger verstanden werden, die auch die Zustimmung von Papst Bonifatius IX. fand, der im Zuge des Schismas um Verbündete buhlte und der die Wahl Liechtensteins am 10. Oktober 1390 bestätigte. Nach Vareschi kam seine Wahl sogar unter dem Zeichen einer massiven Einflussnahme des Innsbrucker Hofes zustande. So soll Herzog Albrecht III. zu der Überzeugung gekommen sein, dass der Liechtensteiner als treuer Untertan ein Garant zum Schutz der südlichen Landesgrenze der Grafschaft Tirol sei. Nach seiner Belehnung durch den Römisch-deutschen König Wenzel von Luxemburg konnte er im März 1391 das Fürstbistum Trient in Besitz nehmen. Nach Kögl war die Wahl Liechtensteins ein Kompromiss, mit dem man den bedeutendsten Prälaten des Herzogtums Österreich als Bischof wählte. Damit wollte das Domkapitel dem Herzog zuvorkommen, einen eigenen Gegenkandidaten aufzustellen, wie es bereits bei der Wahl des Churer Bischofs geschehen war.

#### Erste Amtsjahre
Georg von Liechtenstein fand ein heruntergekommenes und verarmtes Bistum vor. Um die schlimmsten Missstände zu beseitigen, setzte er auch sein eigenes Vermögen ein. Sein Verhältnis zum Domdekan und den anderen Mitgliedern des Domkapitels war gut, und er fand Gelegenheit, sich als Mäzen hervorzutun, der nach Curzel danach strebte, Trient zu einem internationalen Zentrum der Gotik zu machen. Unter den von ihm in Auftrag gegebenen Arbeiten gehören die als „Zyklus der Monate“ bekannten Fresken im Adlerturm auf Schloss Buonconsiglio. Vorgehalten wurde ihm von seinen Gegnern, dass er sich vor allem auf seine böhmischen und mährischen Mitarbeiter stützte, denen er zu viel Freiraum gewährte und den sie ihrerseits für ihre eigenen Zwecke missbrauchten.
Zu Beginn seiner Amtszeit fand er die Unterstützung des Herzogs Albrecht III., der aber zugleich seine Amtsgeschäfte beeinflusste. So drängte er beispielsweise zur Einsetzung von Heinrich V. von Rottenburg als Landeshauptmann des Bistums. Auch unter Herzog Leopold IV. von Österreich kam es zu keinen größeren Spannungen. Lediglich die Unterzeichnung der Kompaktaten zögerte er bis Dezember 1399 hinaus. Einige Historiker deuteten dies als Hinweis, dass der Liechtensteiner nur widerstrebend die Unterwerfung seiner Person und des Fürstbistums akzeptierte.
Das Wohlwollen der Bevölkerung sicherte er sich zunächst mit großzügigen Geschenken. Gegenüber dem tridentinischen Adel ging er dagegen resolut vor. Von Beginn an versuchte er die verlorengegangene bischöfliche Autorität gegenüber den Vasallen im Hochstift wiederherzustellen und forderte zudem die Herausgabe entzogener bischöflicher Güter. Bereits 1391 löste er eine Pfandleihe von 3000 Florentiner ein, um in den Besitz der Burg Persen zu gelangen. Mit den Herren von Arco begann er sogar eine Fehde. 1395 zerstörten seine Truppen Castel Spine im Bleggio, und kurz darauf wurde Castel Drena eingenommen. Mit Vinciguerra d’Arco, dem Liechtenstein vorhielt die Viscontis zu unterstützen, bekriegte er sich noch bis zur Unterzeichnung eines Friedensschlusses im Juli 1398.
Als sein Onkel Johann I. 1394 bei Herzog Albrecht III. in Ungnade fiel, unterzeichnete auch Georg den vom österreichischen Herzog dem Haus Liechtenstein auferlegten Unterwerfungsakt. Die Familie verlor mit dem Akt zwar einen beträchtlichen Teil ihres Vermögens, gewann aber relativ schnell wieder an Bedeutung am Hof der Habsburger. Bereits im Jahr darauf war Georg von Liechtenstein am Hof anwesend, als sich die Herzöge Wilhelm und Leopold IV. über die Verwaltung des liechtensteinerischen Besitzes berieten.
Nach seiner Rückkehr nach Trient trat er auf der Bühne der europäischen Diplomatie auf. Im Oktober 1401 empfing er in Trient König Ruprecht von der Pfalz auf dessen Romzug. Geschickt verhandelte er zwischen dem König und den italienischen Herrschern, insbesondere im Hinblick auf eine Koalition gegen die Visconti. Vor allem mit dem Herren von Padua, Francesco Novello da Carrara, pflegte er einen intensiven Briefwechsel.

#### Machtkämpfe mit Venedig und Friedrich IV.
Der Tod des Mailänder Herzogs Gian Galeazzo Visconti im September 1402 stellte den Status quo in Oberitalien in Frage und führte zu einer Neuordnung der Machtverhältnisse, von der auch das Fürstbistum betroffen war. Nutznießer der neuen Situation war Venedig, aber auch Georg von Liechtenstein konnte aus der neuen Situation Profit schlagen.
1404 konnte Liechtenstein die unter seinem Vorgänger, Bischof Giovanni di Pistoia, als Pfandlehen an die Scaliger abgegebenen und später an die Visconti gefallenen Riva, Tenno, Ledro und Tignale unter beträchtlichem finanziellen Aufwand wieder einlösen und unter bischöfliche Kontrolle bringen. Sorgen bereitete ihm die Republik Venedig. 1405 musste er einen venezianischen Vorstoß auf Trient mit der Hilfe von Herzog Leopold IV. abwehren, nachdem ein venezianisches Söldnerheer zuvor Gebiete in der Valsugana besetzt hatte. Mit den Venezianern sympathisierten außerdem einige bischöfliche Vasallen im Süden des Hochstifts, wie die Lodron, die Castelbarco und die Caldonazzo.
Eine neue Gefahr bahnte sich nach der Übernahme der Grafschaft Tirol durch Herzog Friedrich IV. im Jahr 1406 an. Letzterer hatte bereits die Bischöfe von Brixen und Chur, Ulrich Prustl und Hartmann von Werdenberg-Sargans, in ihre Schranken verwiesen und wandte seine Aufmerksamkeit nun zusehends dem Hochstift Trient zu. Beunruhigt durch die Expansionsbestrebungen Venedigs auf der Terraferma, versuchte der Herzog seinen Einfluss im Hochstift zu stärken. Es gelang ihm einige Vasallen, wie die Herren von Arco, dem Bischof abspenstig zu machen und an ihn zu binden. Erleichtert wurde Friedrichs Vorgehen auch dadurch, dass sich zusehends Unmut im Hochstift über Bischof Georg von Liechtenstein breit machte.

#### Aufstand von 1407 und Absetzung als Fürstbischof
Es rumorte vor allem in der bürgerlichen Oberschicht Trients, beim Adel und in Teilen der bäuerlichen Bevölkerung des Nons- und des Sulzbergs. Erstere sah sich ihrer wirtschaftlichen, sozialen und politischen Aufstiegschancen beraubt, während der Adel sich durch die vom Bischof eingesetzten böhmischen und mährischen Beamten an den Rand gedrängt fühlte.
Die Willkür der bischöflichen Beamten und die steigende Abgabenlast lösten im Februar 1407 schließlich Unruhen in Trient aus, die auch auf den Nons- und Sulzberg übergriffen. Der venezianische Expansionsdrang im Süden und die Ansprüche des Tiroler Landesfürsten im Norden hatten als zusätzliche Katalysatoren die Revolte zum Ausbruch gebracht. Sie war auch Ausdruck eines wirtschaftlich und politisch gereiften Bürgertums, das nach mehr Mitspracherecht und politischer Autonomie strebte.
Zugeständnisse machend, die unter anderem zur Einführung eines Capitano del Popolo in Person von Rodolfo Belenzani für die Stadt Trient führte, beruhigten zunächst die Lage. Georg von Liechtenstein hielt sich jedoch nicht an die gemachten Versprechen und als Gerüchte die Runde machten, dass er den Condottiere Ottobuono Terzi angeheuert habe, um die aufständischen Bürger der Stadt Trient wieder in ihre Schranken zu verweisen, brachen im April neue Unruhen aus. Im Zuge dieser zweiten Welle wurde der Bischof im Torre Vanga eingesperrt und Herzog Friedrich IV. um Hilfe gebeten. Letzterer marschierte an der Spitze seiner Truppen am 16. April 1407 in Trient ein.
Aus der Gefangenschaft befreit, verzichtete der Bischof am 24. April 1407 zunächst zugunsten von Friedrich IV. auf seine weltliche Macht, um kurz darauf seine Entscheidung zu widerrufen. Daraufhin wurde Georg von Liechtenstein auf Schloss Buonconsiglio festgesetzt und anschließend über Bruneck nach Wien gebracht und unter Hausarrest gestellt. Unterdessen ließ sich der Habsburger die Burgen Persen, Riva und Tenno aushändigen. Aus dem Hausarrest wurde er erst nach einem Schiedsspruch des Salzburger Erzbischofs Eberhard von Neuhaus Ende 1409 entlassen. Mit dem Schiedsspruch war auch die Rückgabe seiner Rechte und Güter im Fürstbistum Trient verbunden. Zugleich wurde der auf Friedrich IV. ausgesprochene Kirchenbann aufgehoben. Im Dezember 1409 kehrte Georg von Liechtenstein nach Trient zurück.

#### Zweite Absetzung und Konstanzer Konzil
Der Frieden mit dem Habsburger war aber nur von kurzer Dauer, auch wenn der Rädelsführer des Aufstandes von 1407, Rodolfo Belenzani, mittlerweile tot war und Friedrich IV. mit Hilfe von Heinrich VI. von Rottenburg dem Aufstand ein Ende bereitet hatte. Im Laufe des Jahres 1410 kam es zum erneuten Zerwürfnis mit Friedrich IV., nachdem es zwischen beiden zu Unstimmigkeiten über die Auslegung des im Jahr zuvor erreichten Schiedsspruches gekommen war. Der Tiroler Landesfürst hielt dem Liechtensteiner sogar vor, ihn bei einem Treffen in Riva vergifteten Wein vorgesetzt zu haben. Die Konfrontation artete schließlich in bewaffneten Kampfhandlungen aus und Friedrich zog mit einem Heer gegen Trient, das er allerdings vergeblich belagerte. Wieder musste im Juli 1410 ein Schiedsspruch gesprochen werden, diesmal von Friedrichs Bruder, Herzog Ernst dem Eisernen.
Zu diesem Zeitpunkt befand sich Bischof Georg bereits in Wien. Mit einer weiteren im Dezember 1410 in Innsbruck unterzeichneten Vereinbarung, gelang es Friedrich IV. zum zweiten Mal nach 1407 die weltliche Macht im Fürstbistum Trient an sich zu reißen. Im Gegenzug erhielt der Fürstbischof für seinen Amtsverzicht eine Rente von 1000 Dukaten im Jahr. Des Weiteren wurde ihm auferlegt einen Suffraganbischof und einen Generalvikar, in Person von Johannes von Isny auszuwählen. Daraufhin entschied er sich ins Exil zu gehen und zog sich 1411 auf den Familiensitz Schloss Nikolsburg in Mähren zurück. Von dort aus widerrief er seine zuvor gemachten Zusagen und exkommunizierte am 10. August 1411 Herzog Friedrich IV. und sprach über das Bistum ein Lokalinterdikt aus.
In der Auseinandersetzung mit dem Herzog fand Bischof Georg Unterstützung beim Gegenpapst Johannes XXIII. und bei König Sigismund von Luxemburg. Ersterer hatte ihn im Juni 1411 zum Kardinal ernannt. Einen Titel, den er aber aus unbekannten Gründen nie offiziell akzeptierte. Der in Kontrast mit dem Habsburger und Tiroler Landesfürsten stehende König, ernannte ihn im Mai 1412 zu seinem Berater und betraute ihn mit diplomatischen und juristischen Aufgaben. 1414 nahm Georg von Liechtenstein an königlichen Hof- und Fürstentagen in Koblenz und Nürnberg teil. Wahrscheinlich war er auch am Krönungstag Sigismund von Luxemburgs im November 1414 in Aachen zugegen. Zugleich war er Teilnehmer am Konzil von Konstanz. Als der zum Konzil angereiste Jan Hus am 28. November 1414 verhaftet wurde, nahm er im Auftrags des Königs an der Kommission teil, die Hus befragen sollte. Liechtenstein verblieb in den kommenden Monaten in Konstanz, da er sich in der Causa mit Herzog Friedrich IV. eine Anhörung erhoffte. Ihm zugute kam, dass der Habsburger Johannes XXIII. zur Flucht aus Konstanz verholfen hatte und daraufhin die Reichsacht über Friedrich IV. verhängt worden war. Im November 1415 nahm sich das Konzil seiner Sache an und rief den Herzog dazu auf, die weltliche Gewalt des Bischofs über das Fürstbistum Trient wiederherzustellen. Allerdings blieb der Aufruf ungehört, auch nachdem im März 1417 und im Februar 1418 der König und das Konzil in der Causa Tridentina noch zweimal gegenüber Friedrich IV. vorstellig wurden. Erst nachdem im Mai 1418 auf Vermittlung von Papst Martin V. sich der König und der Tiroler Landesfürst aussöhnten, war auch der Weg für eine Rückkehr Georg von Liechtensteins nach Trient frei.

#### Rückkehr nach Trient und Tod
Bevor der Bischof wieder auf seinem Bischofsstuhl in Trient Platz nehmen konnte, musste der König im Oktober 1418 erst mit der Reichsacht drohen, bevor die Tridentiner ihre Stadttore für den Bischof öffneten. Kaum war Georg von Liechtenstein zurückgekehrt, brach die Fehde mit Friedrich IV. erneut aus. Er verbündete sich mit Peter von Spaur und Paris von Lodron, während der Habsburger die Herren von Arco und die Herren von Vilanders auf seine Seite ziehen konnte. Vinciguerra und Anton von Arco, die vom Habsburger mit der Kriegsführung betraut worden waren, riefen wiederum die Venezianer zu Hilfe, während der Lodron Unterstützung von den Malatesta erhielt. Die Fehde zwischen dem Bischof und dem Herzog ging bald über eine lokal begrenzte Auseinandersetzung hinaus. Das Kriegsglück lag zunächst auf Seiten des Bischofs und seiner Verbündeten und die Burgen Visione und Belasi am Nonsberg fielen in ihren Besitz. Erbittert über den neuen Konflikt mit dem das Bistum überzogen wurde, beklagte sich das Domkapitel von Trient bei Papst Martin V. Um die Jahreswende holte Friedrich IV. zur Gegenoffensive aus und marschierte mit seinen Truppen auf Trient. Georg von Liechtenstein wich dem drohenden Kampf aus und flüchtete zu seinem Verbündeten Peter von Spaur auf Schloss Neuspaur.
Waffenstillstandsverhandlungen führten zwischen den Parteien führten zu keinem dauerhaften Ergebnis. Erst ein von der Herzogin Anna von Braunschweig, der Gemahlin Friedrichs, Anfang April 1419 vermittelter Waffenstillstand hielt. Kurz vor dessen Auslaufen, wandte sich der Bischof an die Herzöge Ernst und Albrecht V., um sie als Schiedsrichter in der Sache zu gewinnen. Noch bevor die Friedensverhandlungen aufgenommen wurden, verstarb Bischof Georg von Liechtenstein am 20. August auf Schloss Neuspaur.
In der Literatur wird als Todesursache gelegentlich eine Vergiftung angegeben. Ausserer hält dem dagegen, dass es sich bei der angeblichen Vergiftung des Bischofs durch Peter von Spaur um ein in Umlauf gebrachtes Gerücht handelt, mit dem der Spaurer im Zuge der Spaurer Fehde diskreditiert und zugleich sein Widersacher Herzog Friedrich IV. in ein besseres Licht gerückt werden sollte. Zwei Tage nach seinem Tod wurde der Leichnam unter freiem Geleit nach Trient überführt. Seine letzte Ruhestätte fand Bischof Georg von Liechtenstein in der Krypta des Trienter Doms im Grab, in dem bereits sein Vorgänger Albert von Ortenburg bestattet wurde.